# Österreichischer Lloyd Seereederei
Die Österreichischer Lloyd Seereederei (OL; firmiert als: Oesterreichischer Lloyd Seereederei (Cyprus) Ltd.) ist eine 1951 gegründete zypriotische Reederei mit Hauptsitz in Limassol.

## Geschichte
Die Reederei wurde 1951 von Stefan Kreppel in Wien als börsennotierte Gesellschaft in Triest gegründet. Das deutsche Tochterunternehmen in Schenefeld firmiert unter Österreichischer Lloyd Seereederei Gesellschaft m.b.H. Im Jahr 2000 bestand die eigene Flotte aus 23 Seeschiffen. Darunter befanden sich Container-, Massengut-, Kühl- und Spezialschiffe. Zeitgleich wurden über das Tochterunternehmen Österreichischer Lloyd Ship Management rund 50 Schiffe technisch und personell betreut. Im Jahr 2011 gehörten dem Unternehmen 10 Schiffe, fünf Mehrzweckschiffe und fünf als Minibulker bezeichnete Massengutschiffe.
Eberhard Koch, seit 1984 für das Unternehmen tätig, ist seit 2008 geschäftsführender und alleiniger Gesellschafter. Wenngleich das Unternehmen erst Jahrzehnte nach dem Untergang des Österreichischen Lloyd gegründet wurde, sieht man sich in dessen Nachfolge.

## Historischer Flottenstand
Die Flotte bestand 1988 aus folgenden Schiffen:
| Schiffsname   | BRT   | Baujahr | gebaut in   | Indienststellung |
| ------------- | ----- | ------- | ----------- | ---------------- |
| Arlberg       | 27074 | 1978    | Schweden    | 1978             |
| Inn           | 4372  | 1976    | Norwegen    | 1979             |
| Lech          | 4372  | 1977    | Norwegen    | 1979             |
| Albona        | 4222  | 1980    | Schweden    | 1980             |
| Valluga       | 4222  | 1980    | Schweden    | 1980             |
| Kapall        | 2865  | 1978    | Norwegen    | 1981             |
| Flexen        | 2204  | 1977    | Norwegen    | 1981             |
| Drau          | 2205  | 1977    | Norwegen    | 1981             |
| Tirol         | 35904 | 1976    | Japan       | 1982             |
| Stuben        | 1935  | 1976    | England     | 1982             |
| Rautz         | 1935  | 1976    | England     | 1982             |
| Mur           | 2201  | 1977    | Norwegen    | 1982             |
| Monzabon      | 2196  | 1977    | Norwegen    | 1982             |
| Maroi         | 2201  | 1977    | Niederlande | 1982             |
| Rogall        | 2246  | 1977    | Niederlande | 1982             |
| Patziel       | 2197  | 1974    | Niederlande | 1982             |
| Steyr         | 2197  | 1974    | Niederlande | 1982             |
| Litzen        | 2197  | 1974    | Niederlande | 1983             |
| Rendl         | 2197  | 1974    | Niederlande | 1983             |
| Salzach       | 2197  | 1974    | Niederlande | 1983             |
| Enns          | 2208  | 1977    | Norwegen    | 1984             |
| St. Anton     | 2300  | 1976    | Polen       | 1985             |
| St. Christoph | 2300  | 1977    | Polen       | 1985             |
| St. Jakob     | 2300  | 1977    | Polen       | 1985             |
| Bregenz       | 2563  | 1977    | Japan       | 1986             |
| Dellach       | 1972  | 1977    | Japan       | 1986             |
| Bettina       | 1967  | 1977    | Japan       | 1986             |
| Stefan        | 1967  | 1977    | Japan       | 1986             |
| Salzburg      | 64785 | 1977    | Schweden    | 1987             |
| Zug           | 2583  | 1977    | Polen       | 1988             |
| Zuppert       | 2578  | 1978    | Polen       | 1988             |
| Zürs          | 2577  | 1977    | Polen       | 1988             |